# Samuel David

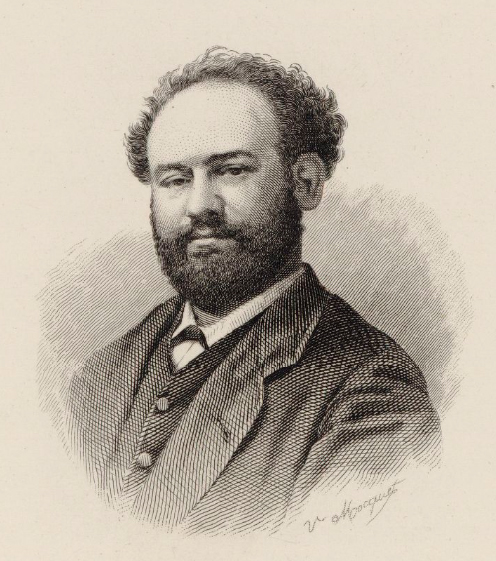

Samuel David (* 12. November 1836 in Paris; † 3. Oktober 1895 ebenda) war ein französischer Komponist.

## Leben und Werk
David studierte am Conservatoire de Paris Harmonielehre bei François Bazin und Komposition bei Fromental Halévy. Bereits dreizehnjährig erhielt er einen ersten Preis im Fach Solfège, 1858 gewann er mit der Kantate Jephté nach Emile Cécile den Premier Grand Prix de Rome.
Ab 1856 war David Chorleiter am Théâtre-Lyrique, in diesem Jahr wurde auch seine Operette Peau de l’ours am Les Folies-Nouvelles aufgeführt. Bei einem internationalen Chorfestival in Paris, an dem 6000 Sänger teilnahmen, wurde 1859 seine Komposition Le Génie de la terre aufgeführt und mit einer Goldmedaille ausgezeichnet.
Nach dem mit dem Prix de Rome verbundenen Aufenthalt in der Villa Medici in Rom (1859–60) wurde David Musikprofessor am Collège Sainte-Barbe. Ab 1872 war er als directeur de la musique des temples consistoriaux verantwortlich für die liturgische Musik in der großen Synagoge in der Rue de la Victoire. Nach seinem Tode folgte ihm Jules Franck auf dieser Stelle nach.
Neben Chorwerken komponierte David vier Sinfonien sowie zahlreiche Operetten und Opern, von denen zu seinen Lebzeiten jedoch nur Mademoiselle Sylvia (nach Narcisse Fournier) 1868 an der Opéra-Comique aufgeführt wurde. 1862 erschien seine musikpädagogische Schrift L’Art de jouer en mesure.

## Opern und Operetten
- Les Chevaliers du poignard, komische Oper in zwei Akten, 1864
- Mademoiselle Sylvia, UA 1868
- Tu l’as voulu, 1869
- Le bien d’autrui, 1869
- Un caprice de Ninon, 1871
- Caprice de Ninon, 1874
- La Fée des bruyères, komische Oper in drei Akten, 1878
- La Gageure, komische Oper in drei Akten
- Maccabei, italienische Oper in vier Akten
- Une Dragonnade, komische Oper in einem Akt
- L’Education d’un prince, komische Oper in einem Akt
- Absalon, komische Oper in einem Akt
- Les Changeurs, komische Oper in einem Akt